# Кочанур
Кочану́р (рос. Кочанур, марій. Кочанур) — присілок у складі Сернурського району Марій Ел, Росія. Входить до складу Сердезького сільського поселення.

## Населення
Населення — 288 осіб (2010; 245 у 2002).
Національний склад (станом на 2002 рік):
- марі — 98 %